# Арьеплуг (коммуна)
А́рьеплуг (швед. Arjeplogs kommun, северносаам. Arjepluovvi gielda, пите-саам. Árjepluove komuvdna) — коммуна на севере Швеции, в лене Норрботтен. Площадь — 14 595 км² (4-я в стране), население по данным на 2012 год составляет 3093 человека. Плотность населения составляет всего 0,2 чел/км². Административный центр коммуны — населённый пункт Арьеплуг с населением 1947 человек (2005).

## История

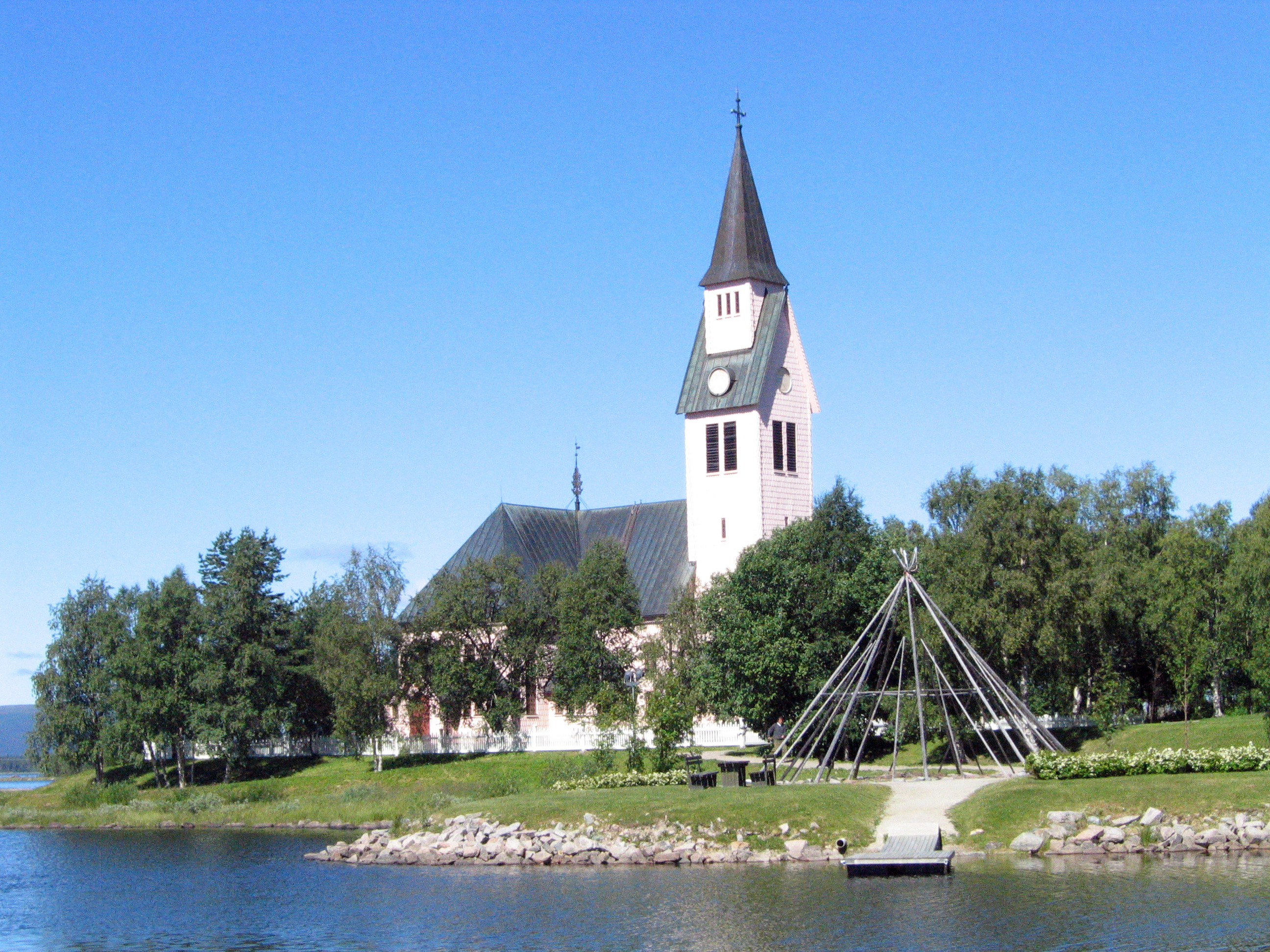
Церковь в Арьеплуге

Интерес к Арьеплугу был вызван с нахождением здесь серебра в 1620-е годы и началом горнодобывающей деятельности в 1635—1659 гг. В 1659 году датчане и норвежцы напали на шахтёрские посёлки и сожгли их. Шахты были открыты вновь лишь в 1719 году (вероятно, для поддержания войн Карла XII) и просуществовали до 1810 года, когда были закрыты из-за низкой рентабельности, а также из-за труднодоступности и сурового климата. Некоторые названия, такие как Silvervägen («серебряная дорога») и Silversundet («серебряный пролив»), а также Silvermuseet («Серебряный музей» — музей саамов, открытый в городе в 1965 году) напоминают о серебряной истории края.

## География
Коммуна расположена на склонах Скандинавских гор. На территории коммуны расположено множество озер, крупнейшие из которых Хурнаван, Уддъяур и Стураван. Через коммуну протекают реки Питеэльвен и Шеллефтеэльвен.

## Туризм
Коммуна популярна среди туристов из-за прекрасных пейзажей озера и нетронутой природы. Здесь находятся 13 заповедников, включая национальный парк Пиельекайсе. В зимнее время Арьеплуг привлекает любителей лыжного спорта.
С 2006 года французская компания Laponie Ice Driving ежегодно зимой в туристических целях устраивает в Арьеплуге ледяные трассы для тест-драйва спортивных автомобилей, предоставляемых компанией. В 2011 году планируется создать 9 трасс, в том числе копию трассы «Формулы-1» Silverstone Circuit.

## Населённые пункты
Помимо Арьеплуга, административного центра коммуны, имеются следующие городские населённые пункты:
- Лайсваль[швед.]
- Слагнес[англ.]

Кроме того, имеется несколько мелких населённых пунктов:
Адольфстрём,
Екквик,
Лаисвальбю,
Маскауре,
Мелланстрём, и др.